# Rilhac-Treignac
Rilhac-Treignac är en kommun i departementet Corrèze i regionen Nouvelle-Aquitaine i de centrala delarna av Frankrike. Kommunen ligger  i kantonen Treignac som tillhör arrondissementet Tulle. År 2022 hade Rilhac-Treignac 116 invånare.

## Befolkningsutveckling
Antalet invånare i kommunen Rilhac-Treignac
Referens:INSEE